# Ildebrando (vescovo di Bagnoregio)

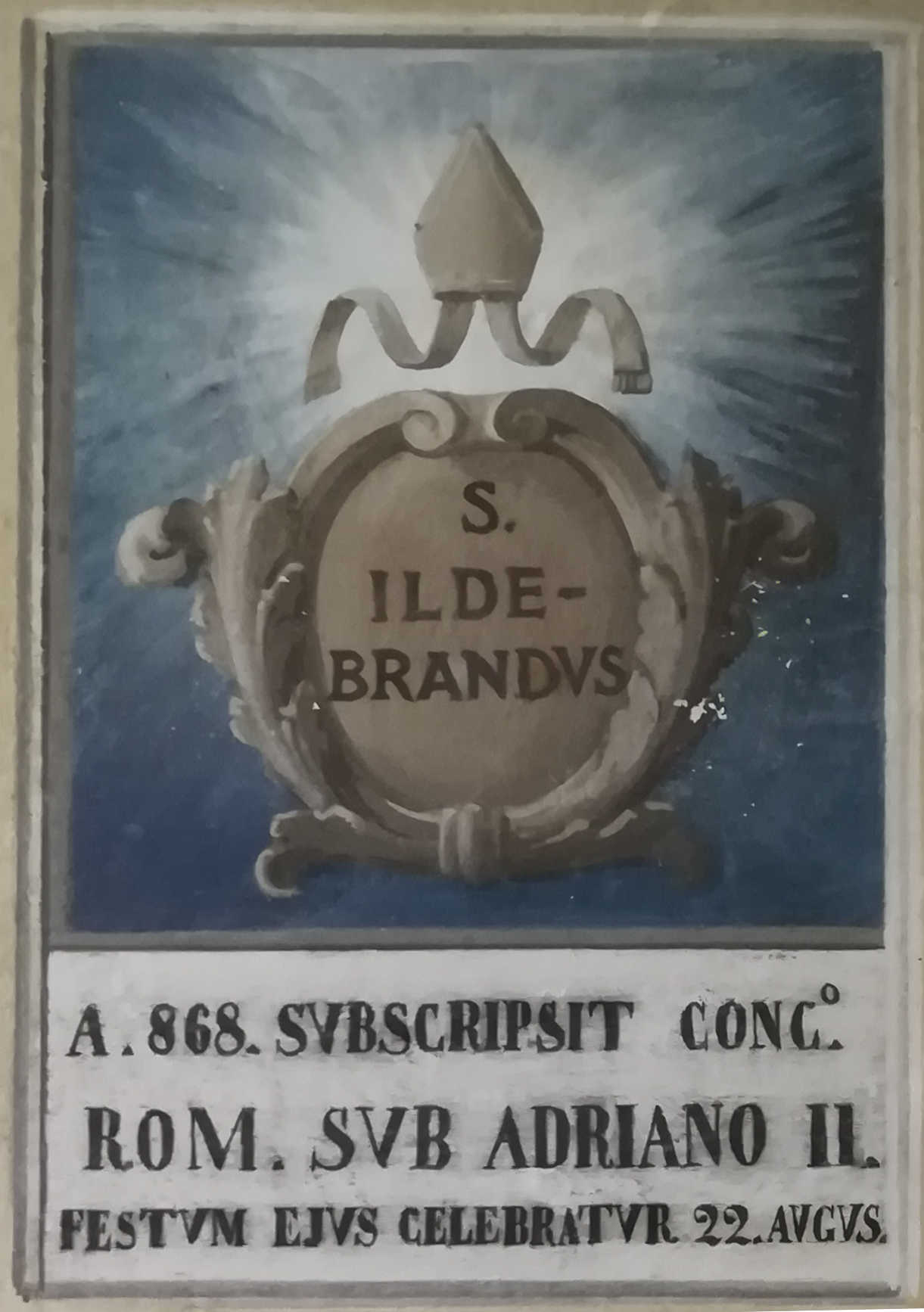
Stemma di S. Ildebrando (Palazzo Vescovile di Bagnoregio)

Sant' Ildebrando noto anche come Altibrando, Aldualdo e Adoaldo (823 circa – Bagnoregio, 22 agosto 873) è stato un vescovo italiano, 7° della diocesi di Bagnoregio dal 855 al 873.

## Biografia
Molto probabilmente originario di Bagnoregio, compare per la prima volta menzionato nel documento di chiusura del Concilio Lateranense indetto il giorno 18 novembre 861 da Papa Niccolò I, nel quale si firmò come «Aldualdus Balneoregensis».
Fu ancora presente a Roma presso la Basilica di San Pietro quando il pontefice Adriano II convocò, nell'anno 868, un Concilio straordinario di vescovi dove si sottoscrisse come «Adoaldus Episcopus Sanctas Ecclesiae Balneoregensis manu propria». 
Leggendariamente si tramanda che ancora in vita, così come dopo la sua morte, Ildebrando ebbe il dono del miracolo. Conosciuto ai più è il miracolo delle tortore che, offerte arrostite come cibo al santo, egli le rese vive e libere. Alla sua morte, indicata per tradizione con la data del 22 agosto 873, tutto il popolo di Bagnoregio lo proclamò santo, aggiungendo alle lodi per il suo comportamento esemplare anche la leggenda del miracolo operato ad un bambino nato morto e tornato in vita poiché avvicinato alla salma di Ildebrando esposta in chiesa. A seguito dell’evento miracoloso, nella Cattedrale di Civita di Bagnoregio «...invece di suonare le campane a morto, incominciarono a suonarle a festa».
Alcuni sostengono che dallo stesso giorno della sua morte gli abitanti lo elessero patrono; altri studiosi indicano che solo successivamente venne dichiarato protettore principale di Bagnoregio in “sostituzione” dell’antica patrona santa Vittoria Romana Vergine e Martire.
Sulla persona del Santo e sulla importanza dei festeggiamenti da sempre a lui riservati così scriveva il letterato Pietro Romani di Bagnoregio: «Huomo di vita così esemplare, e d’imitabile, e riguardevole, e santa, che vita d’Angelo visse e non d’uomo viatore. [...] Perciòcche a 22 di agosto tutta la città gli solennizza la festa tanto spirituale, come temporale; ma in Civita dove sta il Vescovado e l’Duomo [...] la qual festa temporale consiste nel far correre huomini ignudi, e nel far lottare huomini forti, proponendo ad amendue i giuochij, i palij di rascie».

## Reliquie
Il corpo di san Ildebrando è conservato presso la chiesa ex Cattedrale di san Donato in Civita di Bagnoregio, mentre il suo cranio, posto in un reliquiario, è custodito nella Concattedrale di san Nicola a Bagnoregio.